# Colli della Sabina bianco spumante
Il Colli della Sabina bianco spumante è un vino DOC la cui produzione è consentita nelle province di Rieti e Roma.

## Caratteristiche organolettiche
- colore: paglierino più o meno intenso
- odore: delicato più o meno fruttato
- sapore: secco o amabile o dolce, armonico e caratteristico

## Produzione
Provincia, stagione, volume in ettolitri
- nessun dato disponibile